# 太白山
太白山，又称太一山，位于陕西省西南部眉县、太白县和周至县交界处。主峰拔仙台海拔3767.2米，也是秦岭主峰，是汉水和渭水的分水岭，也是青藏高原以东、陕西省的第一高峰。

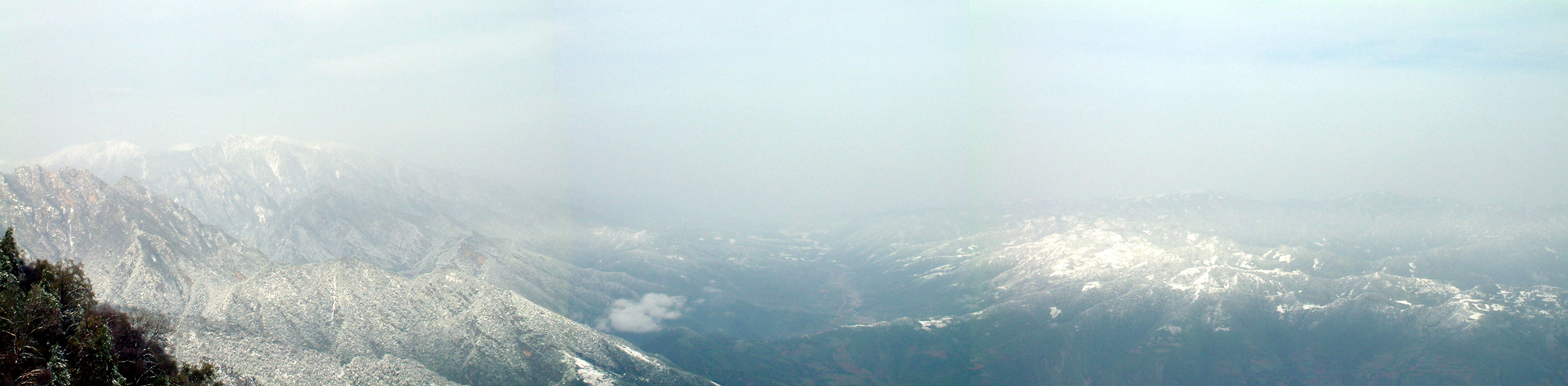
太白群山鸟瞰自2300米处菩萨大殿拍摄（3张拼）

《水经注》载：“汉武帝时，已有太白山神祠，其神名谷春，是列仙传中人。”《录异记》载：“金星之精，坠于终南主峰之西，因号为太白山。”李白的《登太白山》中：“太白何苍苍，星辰上森列。去天三百里，邈尔与世绝。”韩愈《南山》诗云：“西南雄太白，突起莫闲篷。”
1965年以太白山为中心建立自然保护区，面积56,325公顷，以保护暖温带生态系统为主要目的，1986年晋升为国家级，1995年加入世界人与生物圈“中国生物圈保护网络”。太白山具有暖温带、温带、寒温带和寒带的垂直分异，具有复杂而丰富的生物类群。南北生物气候的过渡性质是该保护区最突出的特点。
低山区是被黄土覆盖的石质低山；中山区奇峰林立，怪石嶙峋，千姿百态；高山区是遗留下来的第四纪冰川地貌冰斗、角峰、槽谷及冰碛堤等。残留的古冰川遗迹，对研究气候，地质的变化均具重要意义。

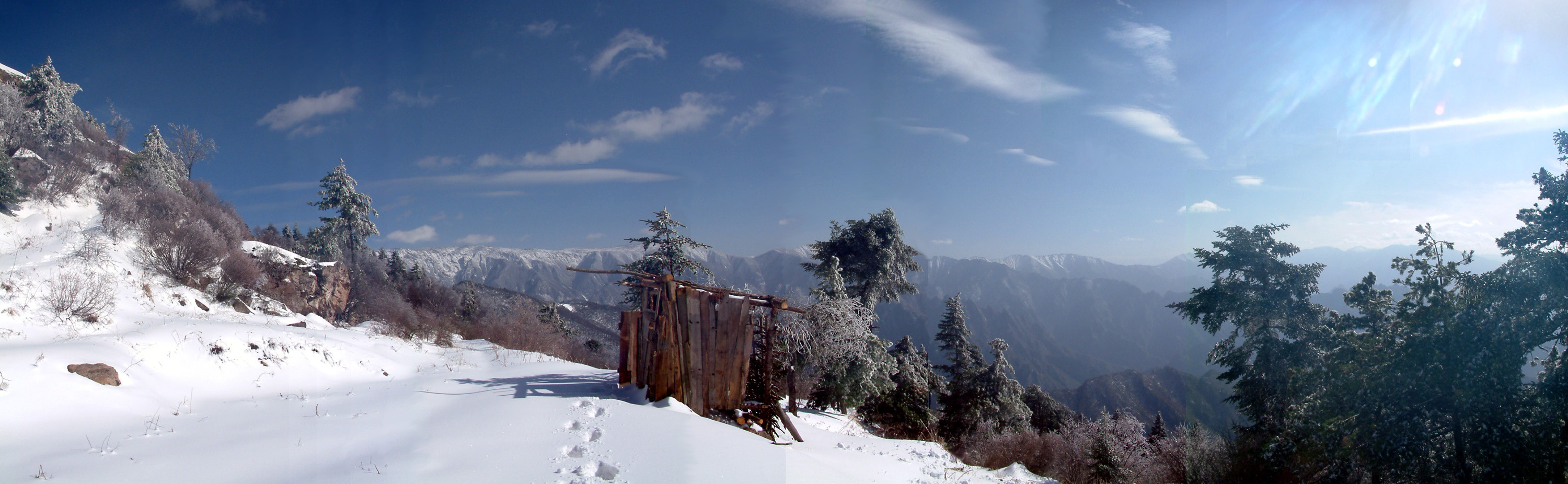
太白群山中风景最秀丽的小茅房自2900米处斗姆宫拍摄（4张拼）

在植物区系组成上，亚热带与暖温带的植物成分在此交汇，同时因山体垂直变化的影响，中温带甚至寒温带的植物也一同渗入。在该保护区范围内统计到1,550种种子植物，约占秦岭植物总数的60%。其中属于中国国家二、三级保护植物及本区特有植物，如串果藤、杜仲、独叶草、金钱槭、连香树、领春木、庙台槭、水青树、山白树、太白红杉、秦岭乌头、铁杉、太白杨、星叶草、紫斑牡丹等。野生动物约有兽类64种、鸟类192种、还有部分两栖类、爬行类及鱼类。
太白山国家森林公园位于眉县汤峪林场境内。

## 外部連結
[在维基数据编辑]
 《欽定古今圖書集成·方輿彙編·山川典·太白山部》，出自陈梦雷《古今圖書集成》
- 太白山旅游 （页面存档备份，存于）
- 太白山的新浪微博